# Hi Hi Puffy Amiyumi
Hi Hi Puffy Amiyumi er en animeret action-eventyr-TV-serie, som blev sendt på Cartoon Network fra 2004 til 2006, I Danmark havde serien premiere den 5. november 2005 fra Cartoon Network. Der er tre sæsoner med 39 afsnit som har en varighed på 22 minutter.

## Danske stemmer
- Niclas Mortensen – Kong Chad
- Peter Zhelder – Master Stenz
- Annevig Schelde Ebbe – Ami Onuki & Yumi Yoshimura
- Ole Rasmus Møller